# Афганская полёвка
Афганская полёвка (лат. Blanfordimys afghanus) — вид грызунов семейства хомяковых. Обитает в юго-центральной Азии.  

## Характеристики
Афганская полёвка имеет небольшое, коренастое тело; тупую, округлую морду и округлые уши. Цвет меняется по всему диапазону от бледно-жёлто-охристого до серовато-жёлтого. Длина тела составляет около 110 миллиметров, а хвост — 30 миллиметров. Нога 16 миллиметров в длину и, как правило, имеет шесть подушечек, хотя у некоторых особей иногда наблюдается пять.

## Ареал
Этот вид широко распространён в полупустынях, степях и горных районах Южного Туркменистана, на юге Узбекистана, северо-востоке Ирана, Таджикистана и в центральном Афганистане, где он был зарегистрирован на высоте до 3400 метров. В большей части своего ареала проживает на высоте 500—600 метров над уровнем моря, иногда проживает на высоте 1700 метров.

## Размножение
Размножение происходит осенью, зимой и весной, с паузой во время летней засухи. Размеры помёта варьируются от одного до десяти.